# خلف (پارسیان)
خلف، روستایی در دهستان مهرگان بخش مرکزی شهرستان پارسیان در استان هرمزگان ایران است.

## جمعیت
بر پایه سرشماری عمومی نفوس و مسکن در سال ۱۳۹۵، جمعیت این روستا برابر با ۷۷۹ نفر (۲۰۹ خانوار) بوده‌است.